# Stazione di Trestina
La stazione di Trestina è una stazione ferroviaria posta lungo la linea Centrale Umbra; serve il centro abitato di Trestina, frazione del comune di Città di Castello. Il servizio viaggiatori, è affidato a Trenitalia.